# Olga Leticia Chávez Rojas
Olga Leticia Chávez Rojas (Monterrey, Nuevo León, 2 de enero de 1964) es una activista y política mexicana, miembro del partido Movimiento Regeneración Nacional (Morena) en México y del Partido Demócrata en Estados Unidos.

## Biografía
Nació en la ciudad de Monterrey, pero migró a Estados Unidos, estableciéndose en la ciudad de Los Ángeles, California en 1983. Tiene estudios de preparatoria.
En Los Ángeles se convirtió en activista social de la comunidad migrante mexicana. Participó en la campaña de Gil Cedillo para el Concejo Municipal de Los Ángeles y en la de Bernie Sanders por la candidatura presidencial demócrata.
En México es miembro activo de Morena desde 2015. En 2021 fue elegida diputada federal por la vía de la representación proporcional a la LXV Legislatura como representante de la comunidad migrante. En la Cámara de Diputados fue secretaria de la comisión de Asuntos Migratorios; e integrante de las comisiones de Asuntos Frontera Norte; de Asuntos Frontera Sur; de Cambio Climático y Sostenibilidad; y, de Relaciones Exteriores.